# Emscher-Durchlass

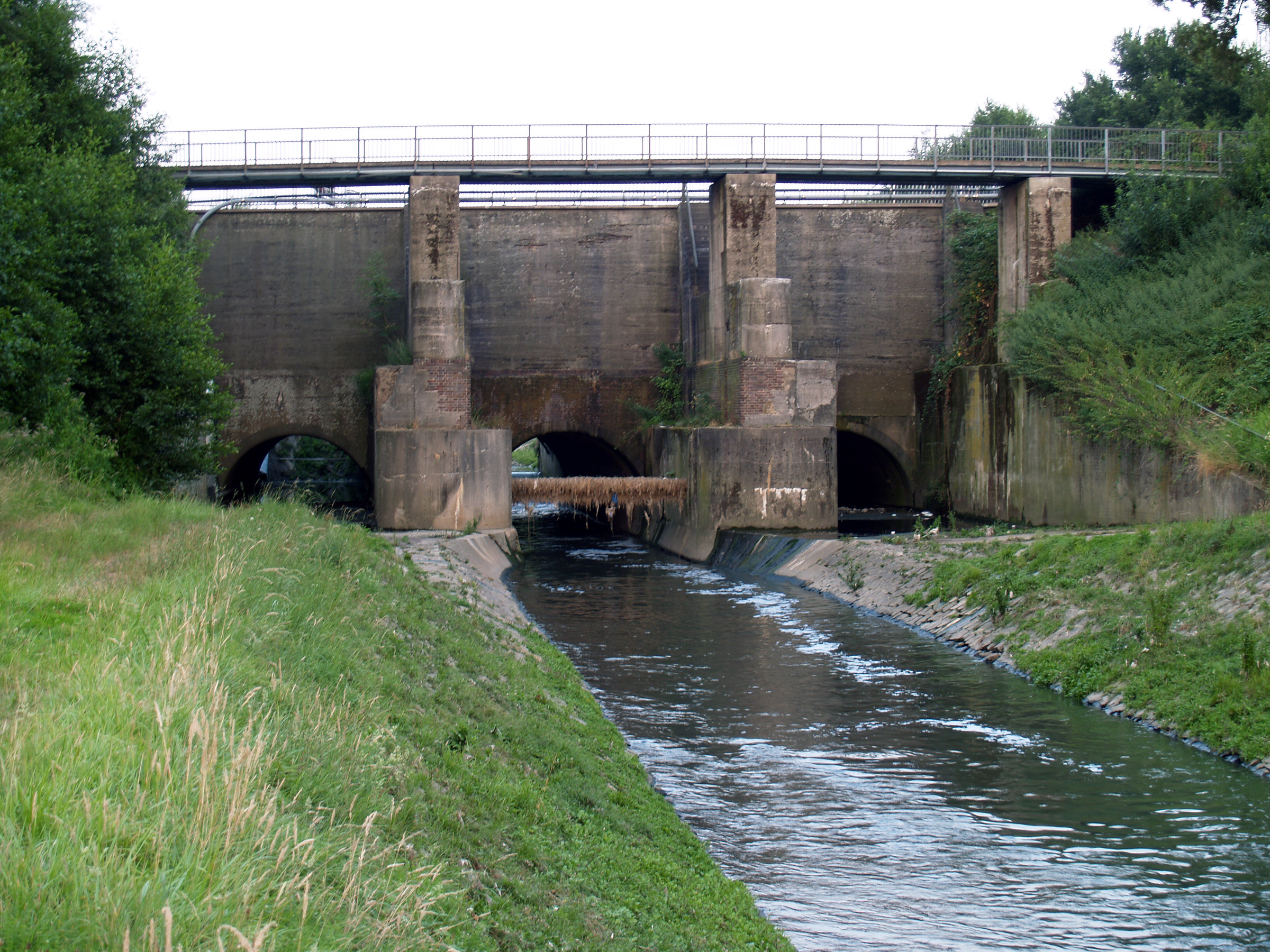
Ehemaliger zweiter Emscher-Durchlass, abgerissen

Der Emscher-Durchlass, aus historischen Gründen auch Emscher-Düker genannt, ist ein Durchlass der Emscher unter dem Rhein-Herne-Kanal, eine planfreie Wasserlaufkreuzung im Castrop-Rauxeler Ortsteil Henrichenburg nahe der ehemaligen Henrichenburg bei Kanalkilometer 42,605. Das Bauwerk ist das größte seiner Art im Emschergebiet.

## Erster Emscher-Düker
Beim Bau des Stichkanals des Dortmund-Ems-Kanals nach Herne gegen Ende der 1890er Jahre wurde bereits ein Dükerbauwerk errichtet. Dieses wurde während der Ruhrbesetzung am 8. April 1923 mit 50 kg Dynamit auf einem Floß auf der Emscher unter dem Kanal gesprengt, um den Abtransport von Koks und Kohle mittels Lastkähnen zu sabotieren. Daraufhin lief das Kanalwasser in die Emscher und die Schiffe lagen auf dem Trockenen. Die Öffnung wurde nur notdürftig repariert. Später wurde ein Parallelkanal gebaut.

zeitgenössische Bilder
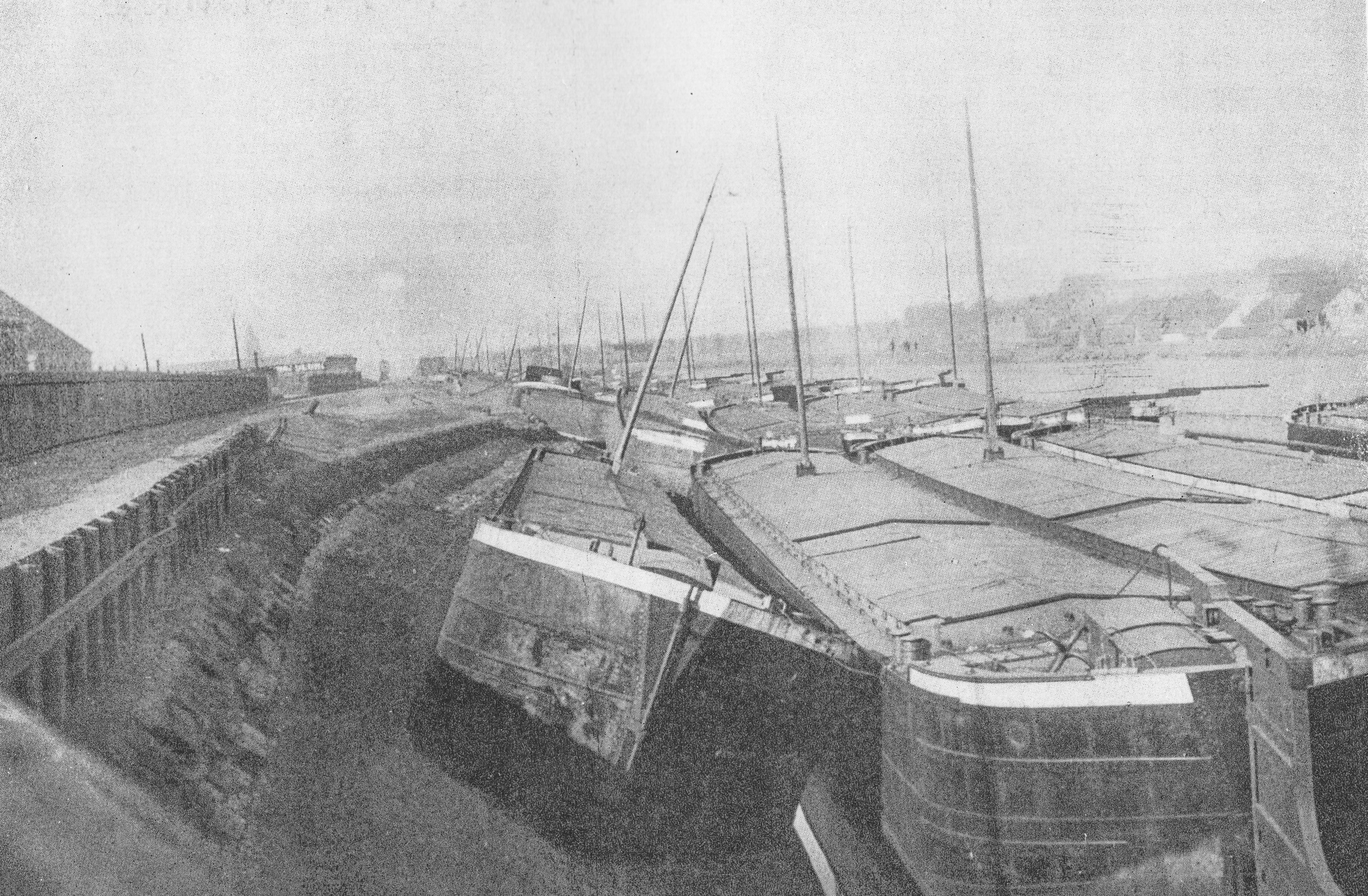
Lastkähne auf dem Boden des Wendebeckens
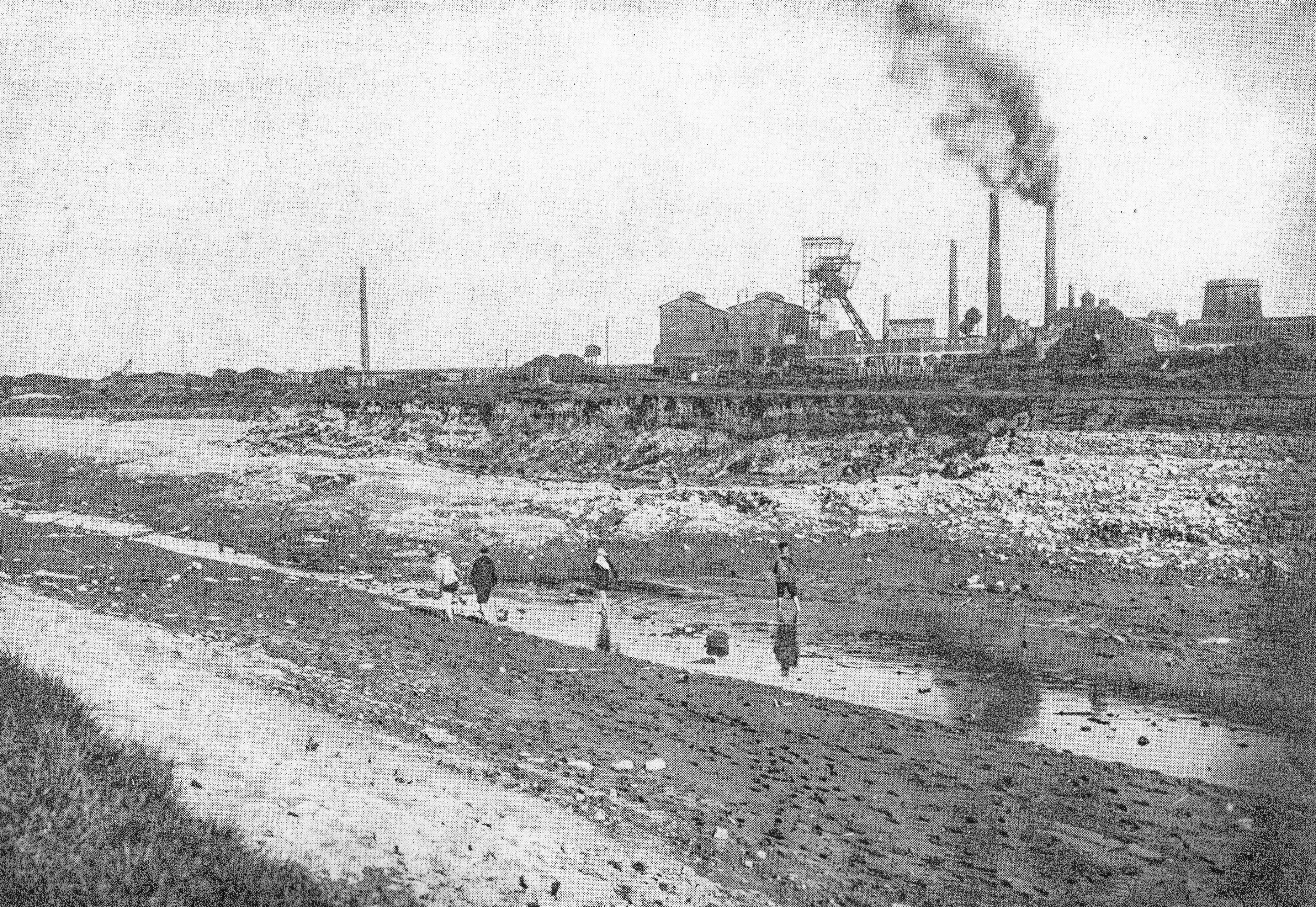
Der Kanal bei Friedrich der Große 3/4 …
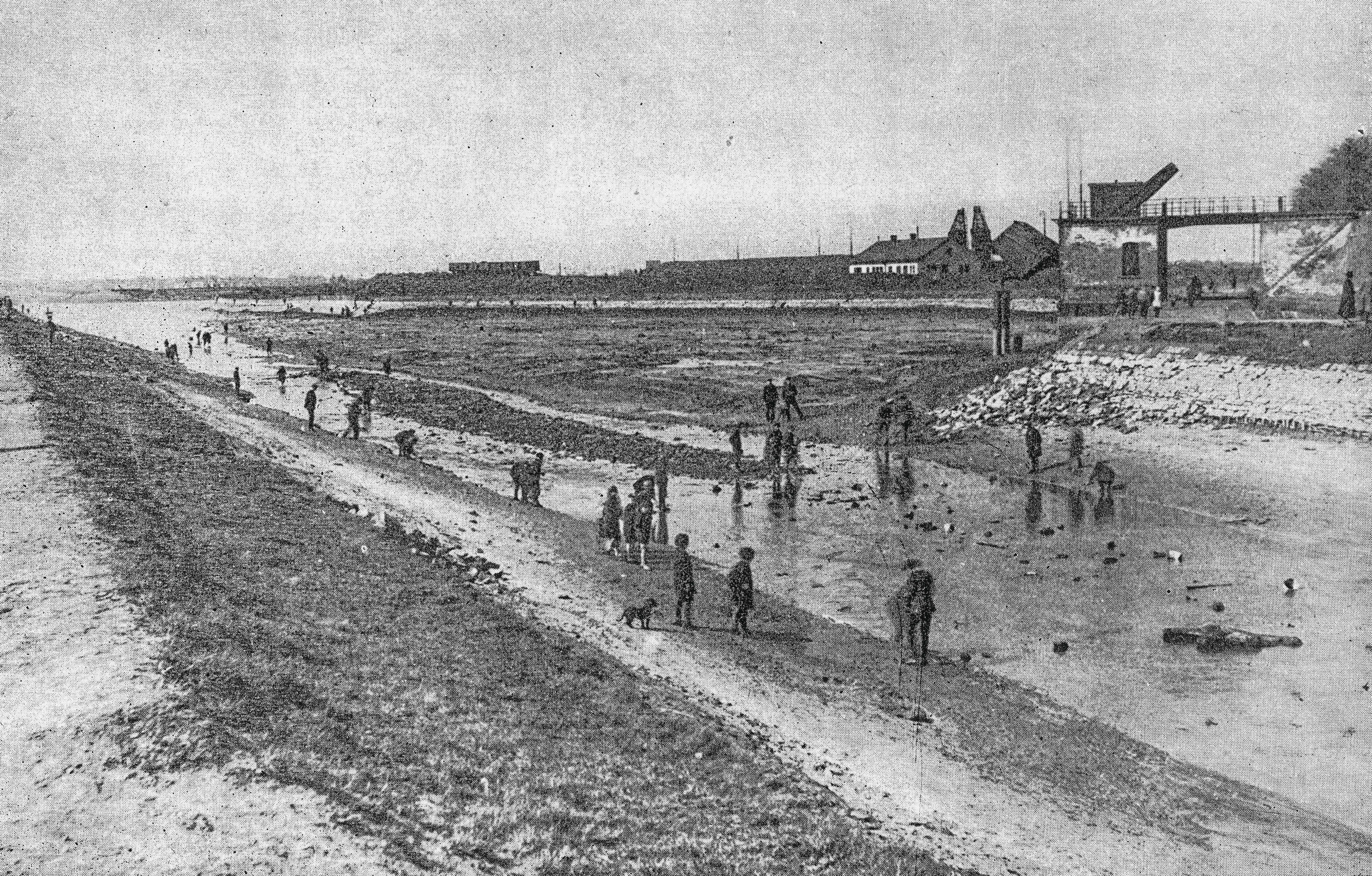
… und beim Hafen König-Ludwig

## Zweiter Emscher-Durchlass

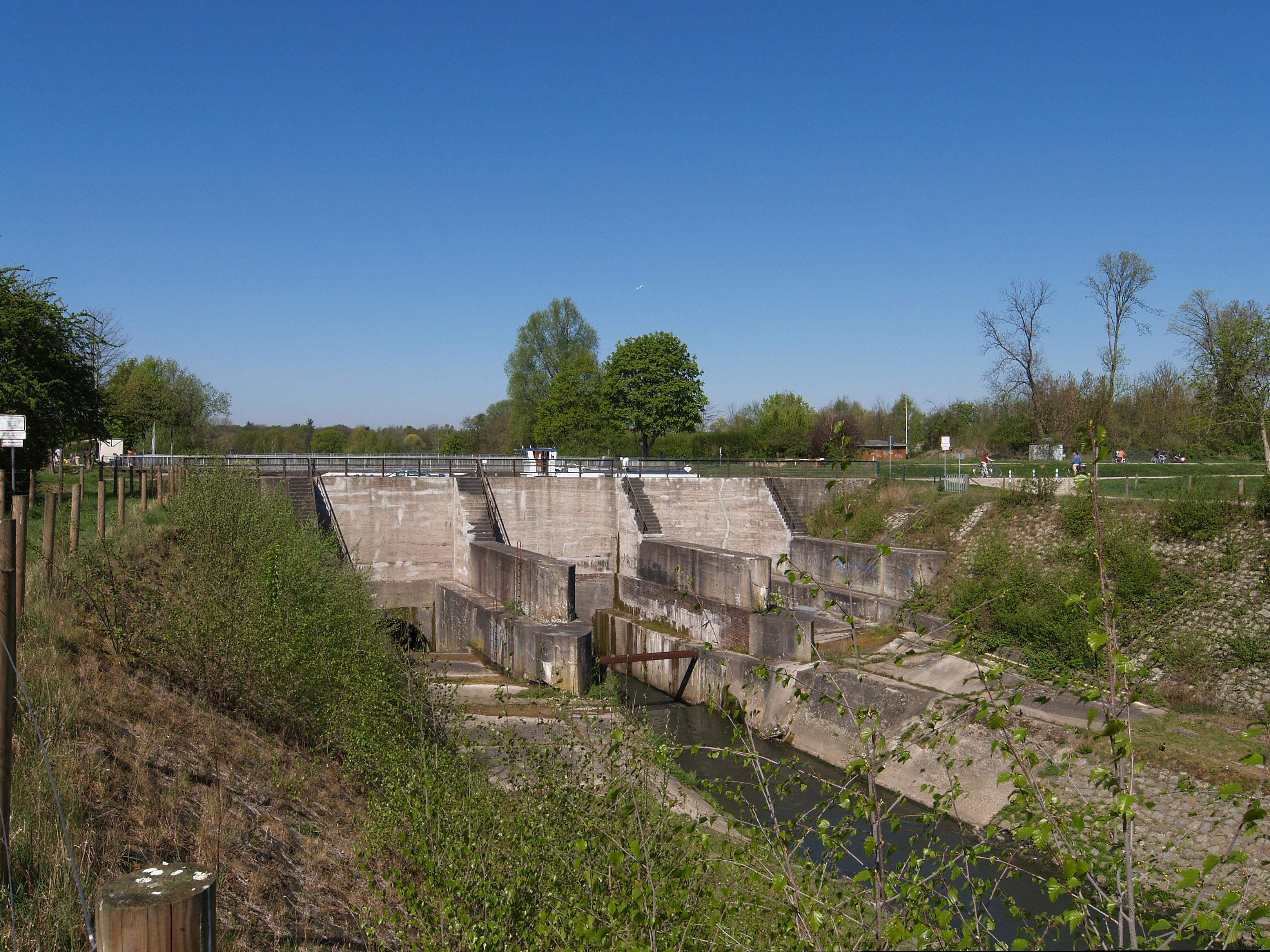
Einlaufseite

Im Verlauf dieser Zweiten Fahrt wurde bis 1929 der Düker neu errichtet. Die Alte Fahrt wurde im Zuge des Rückbaus des ersten Bauwerks vom Kanal abgetrennt und dient seitdem der Freizeit und dem Sport. 1968 erfolgte aufgrund von Bergsenkungen der Umbau zum Durchlass. Bereits 1993 stellte die Bundesanstalt für Wasserbau fest, dass sich der zweite Durchlass in einem schlechten baulichen Zustand befand.
Die drei Stahlbetonröhren des Emscherdurchlasses hatten einen Durchmesser von je 5,34 Metern mit Wandstärken von 85 Zentimetern. Der durchzuleitende Bemessungshochwasserabfluss betrug 180 m³/s.

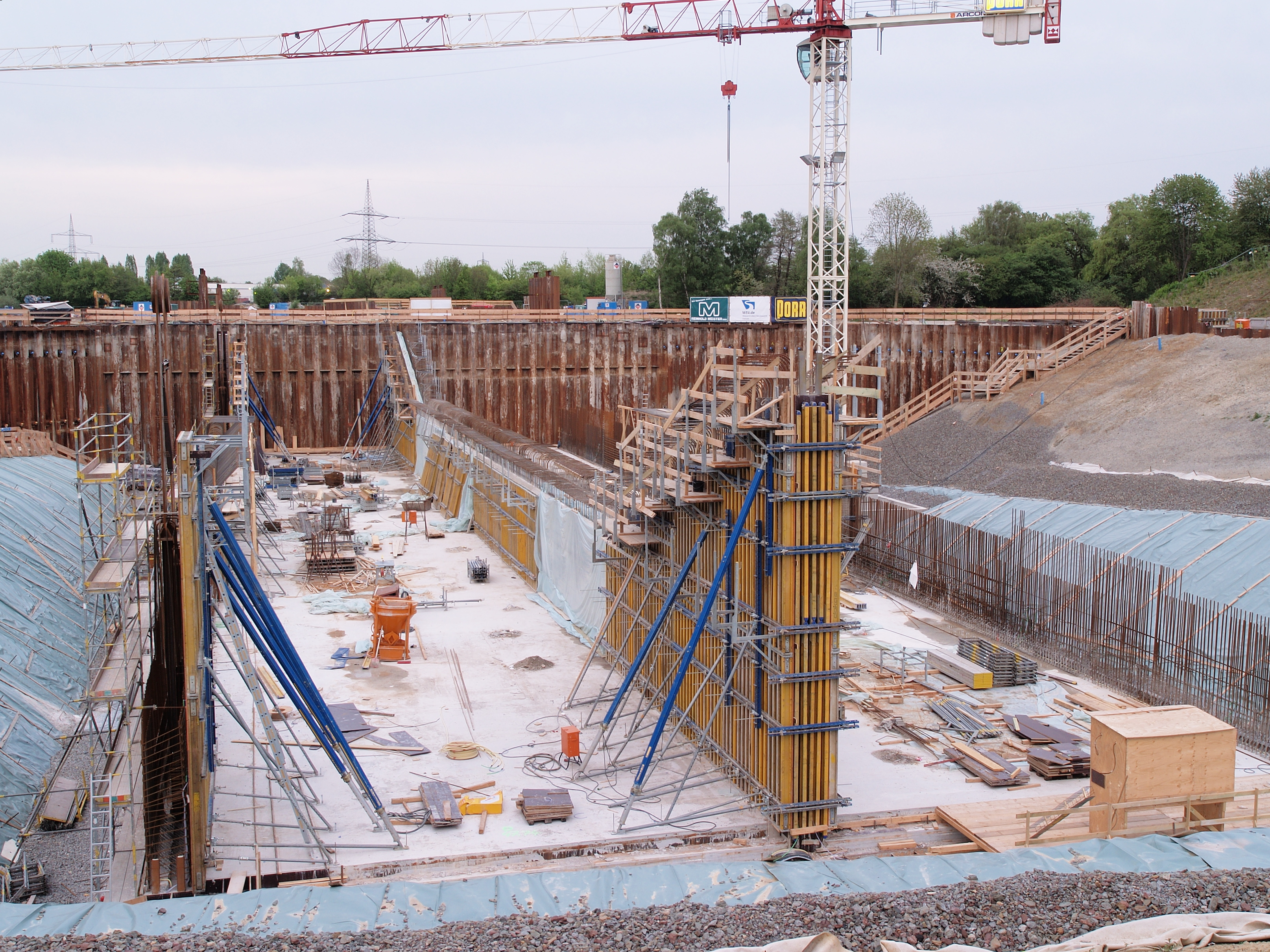
Bauzustand April 2010 – der dritte Emscherdurchlass in der Baugrube, nördliche (links) und Mittelwand sind schon zu erkennen. Die südliche Wand ist in Vorbereitung, die Abdeckung fehlt noch gänzlich. Hinter der Spundwand befindet sich der Kanal.

## Dritter Emscher-Durchlass

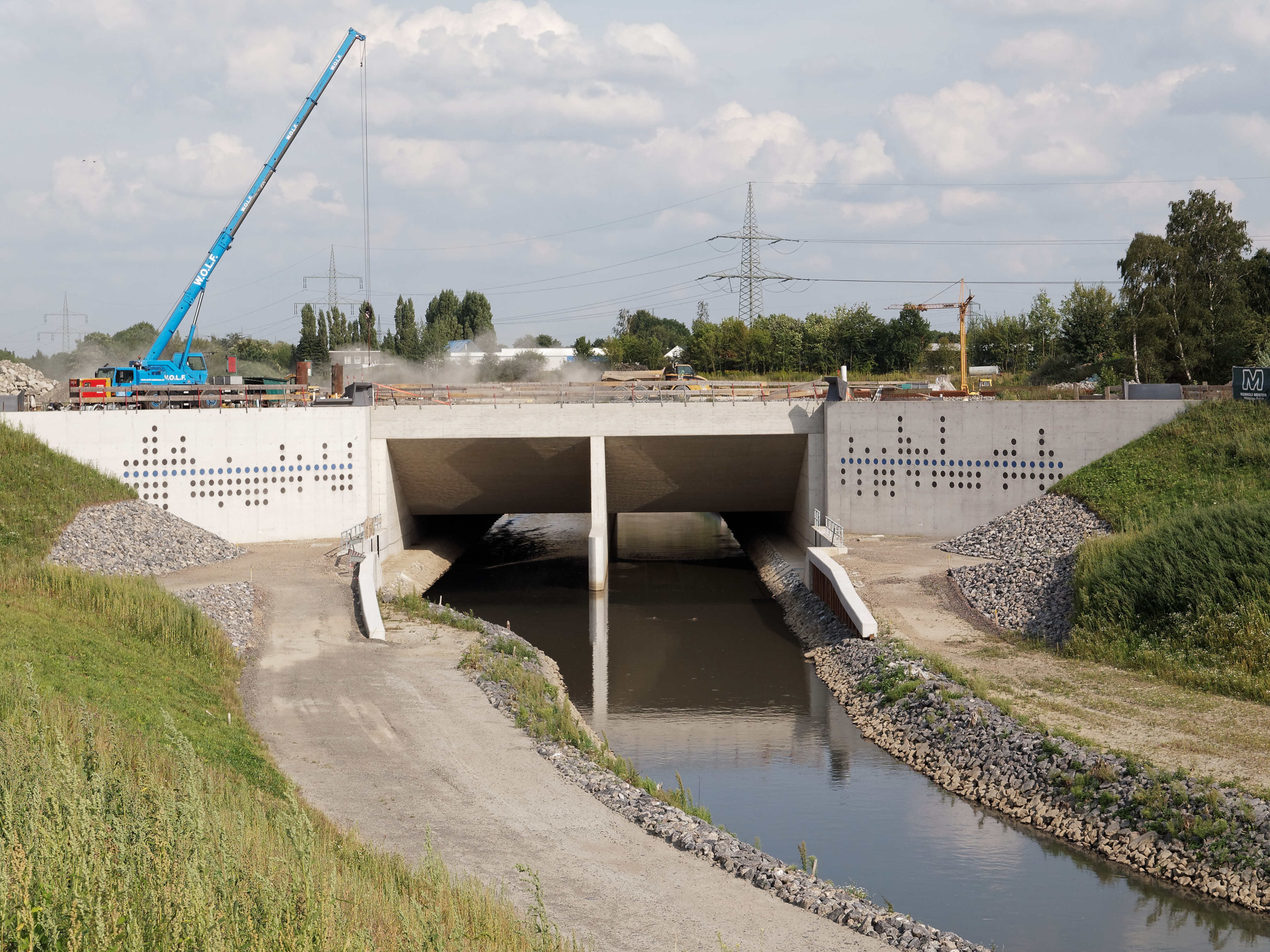
Neubau kurz vor Fertigstellung 2012

Da sich der Bauzustand in den Folgejahren weiter verschlechterte, und die Fahrrinne des Kanals durchgängig von 30 Meter auf 55 Meter verbreitert und auf vier Meter vertieft werden sollte, wurde 2008 begonnen, 200 Meter nördlich ein drittes Bauwerk zu errichten. Der neue Emscherdurchlass wurde zunächst in einer trockendockartigen Baugrube westlich des Kanals in der Trasse des zukünftigen Emscherlaufes hergestellt. Nach Verschluss der Einlauf- und Auslaufseite wurde die Baugrube geflutet, dabei trieb der Durchlass wie ein Schiff auf und konnte nach Entfernen der kanalseitigen Spundwand und Herstellung der Unterlage in den Kanal eingeschwommen werden. Bei der nachfolgenden Flutung des Bauwerkes sank er an die vorgesehene Stelle. Nach Errichtung der neuen Kanalböschungen konnten die Ein- und Auslaufbauwerke fertiggestellt werden. Der Neubau wurde am 14. Juni 2012 in Betrieb genommen.
Der Vorgängerbau wurde am 4. November 2012 gesprengt. Gleichzeitig entstand im Rahmen des Projekts Umbau des Emschersystems in diesem Bereich ein Natur-Erlebnis-Park. Als Wahrzeichen und neue Landmarke der Region errichtete die Emschergenossenschaft bis 2023 für 10 Mio. Euro eine weit geschwungene Zügelgurtbrücke über Kanal und Emscher. Als Sprung über die Emscher soll die 412 Meter lange Brücke den Strukturwandel im Emscher-Gebiet symbolisieren.